# Pseudaletia convecta
Pseudaletia convecta là một loài bướm đêm trong họ Noctuidae.